# Hans Asperger
Hans Asperger (ur. 18 lutego 1906 w Hausbrunn, zm. 21 października 1980 w Wiedniu) – austriacki lekarz pediatra, psychiatra. Od jego nazwiska pochodzi nazwa zaburzenia zespół Aspergera.

## Życiorys
Hans Asperger urodził się w rodzinie rolników niedaleko Wiednia. Już od najmłodszych lat wykazywał talent do języków. Po zdaniu matury o profilu humanistycznym studiował medycynę na uniwersytecie w Wiedniu, gdzie obronił doktorat w 1931. W 1932 zatrudnił się w uniwersyteckiej klinice dziecięcej. W 1934 przeniósł się do szpitala psychiatrycznego w Lipsku. Istnieją dowody, że aktywnie uczestniczył w akcji T4, polegającej na eksterminacji dzieci chorych psychicznie.
Od 1943 był lekarzem wojskowym w oddziałach okupujących Chorwację. W 1944, po opublikowaniu swojego artykułu na temat objawów autyzmu, otrzymał etat na Uniwersytecie Wiedeńskim. Krótko po zakończeniu wojny został dyrektorem miejskiej kliniki dla dzieci i szefem uniwersyteckiej katedry pediatrii, którą to funkcję piastował przez kolejne 20 lat. W 1964 został dyrektorem wioski dziecięcej SOS w Hinterbrühl. Asperger jest autorem ponad 300 publikacji z zakresu psychologii.

## Zespół Aspergera
Pierwsze studium zespołu, nazwanego później jego imieniem, Asperger opublikował w 1944. W studium tym, na przykładzie czwórki małych pacjentów, opisał objawy autystycznej psychopatii. Zachowania pacjentów charakteryzowały się brakiem empatii, niezdolnością do tworzenia więzi emocjonalnych (np. przyjaźni) z otoczeniem, zaburzeniami motorycznymi i pochłonięciem swoimi wąskimi zainteresowaniami. Asperger wyrażał się z tego powodu o swoich pacjentach „mali profesorowie”, sądził też, że wykorzystają swoje szczególne talenty w dorosłym życiu.
Archiwum Aspergera zawierające wiele jego nieopublikowanych prac uległo zniszczeniu pod koniec wojny. Do końca swojego życia Asperger publikował niemal wyłącznie po niemiecku, a jego prace rzadko były tłumaczone na angielski. Spowodowało to, że w odróżnieniu na przykład od dzieł Leo Kannera, dorobek Aspergera był mało znany wśród psychiatrów. Dopiero w 1981 brytyjska badaczka Lorna Wing użyła terminu „zespół Aspergera” i spowodowała zainteresowanie się dziełami Austriaka.

## Dzieła (wybór)
Wśród prac opublikowanych przez H. Aspergera znajdują się:
- Das psychisch abnormale Kind, w: Wiener klinische Wochenzeitschrift, 51 1938, s. 1314–1317
- Die „Autistischen Psychopathen” im Kindesalter., [w: Archiv für Psychiatrie und Nervenkrankheiten 117 (1944) 73-136]
- Die medizinischen Grundlagen der Heilpädagogik, [w:] Mitschrift für Kinderheilkunde, Band 99, Wien 1950, s. 105–107
- Heilpädagogik, Wien 1952
- Erlebtes Leben, Fünfzig Jahre Pädiatrie, w: Pädiatrie und Pädiologie, 12 1977, s. 214–223